# Coral Cantiga

La Coral Cantiga és un cor mixt fundat el 1961 als Lluïsos de Gràcia de Barcelona per Leopold Massó (conegut també com a Leo Massó). El seu repertori musical inclou tota mena d’estils per a cor i ha fet actuacions arreu dels Països Catalans i Europa. Més enllà del repertori coral clàssic, alguns amb concerts de gran format, la coral ha esdevingut coneguda també per les produccions d’espectacles que combinen la música amb altres modalitats artístiques com el teatre, la poesia, la dansa o les arts visuals, amb col·laboracions amb professionals de tots aquests àmbits. 

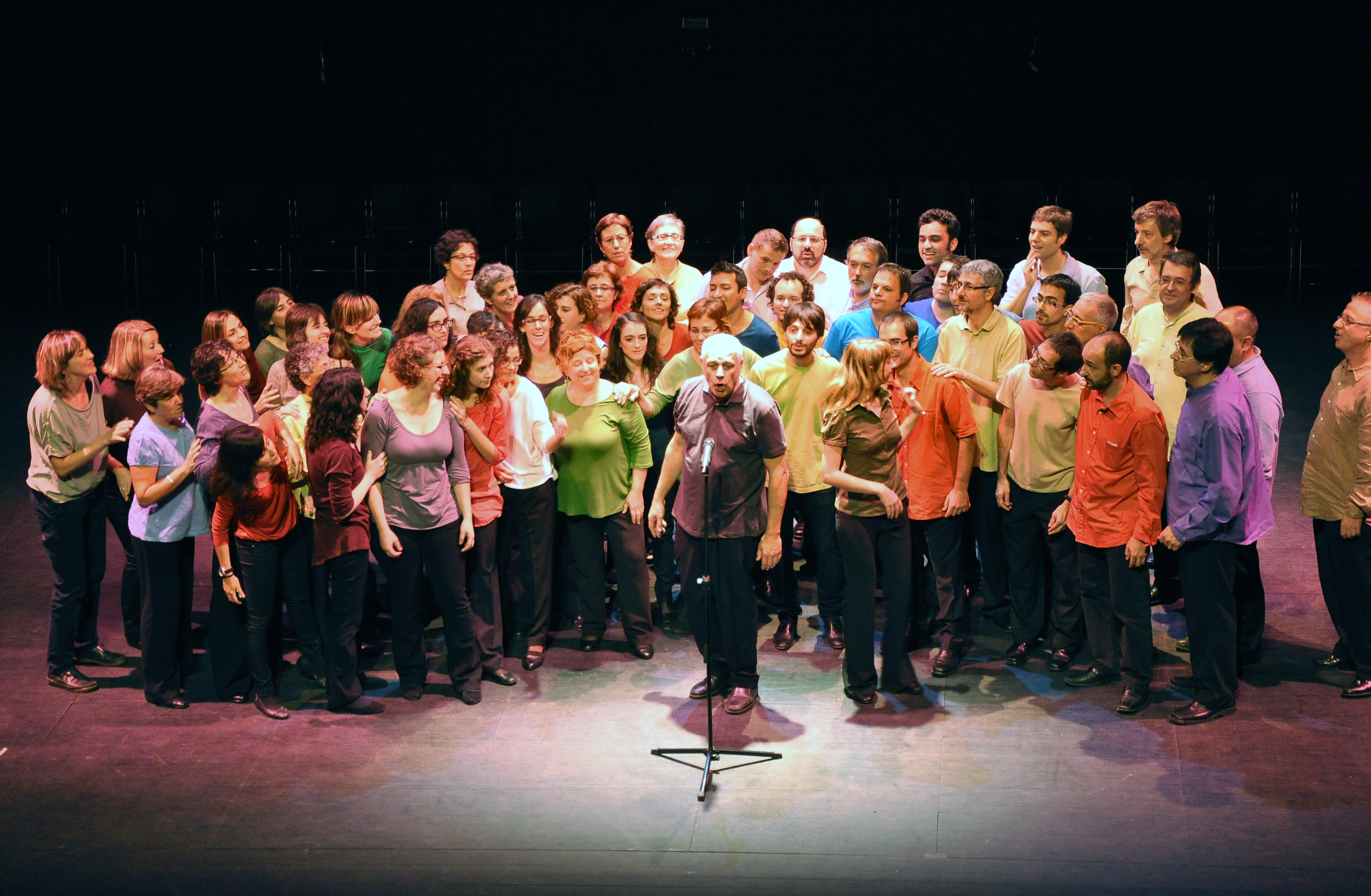
Coral Cantiga - Mobília

## Direccions musicals
La Coral Cantiga va ser dirigida des del 1961 fins al 1973 per Leopold Massó (altrament Leo Massó), amb els relleus d’Oriol Ponsa (1973-1978), d'Edmon Colomer (1978-1981), de Josep Prats (altrament Pep Prats) (1981-2021) i de Montserrat Meneses (2021-), qui la dirigeix actualment amb la direcció assistent d’Eva Martínez.
La coral ha tingut també diversos directors convidats, entre els quals hi hagut mestres de gran prestigi com ara Pierre Cao, László Heltay, Oriol Martorell, Salvador Mas, Antoni Ros-Marbà, Johan Duijck, Fernando Eldoro, Marcos Leite, Trevor Pinnock, Néstor Andrenacci o Salvador Brotons.

## Trajectòria musical
La Coral Cantiga va néixer el mes de setembre del 1961 als Lluïsos de Gràcia. Es va formar per iniciativa d'uns quants amics i socis de l'entitat entre els quals hi havia el que en seria el primer director, Leo Massó. Als Lluïsos de Gràcia hi havia ja un cor de veus masculines, però Leo Massó, bo i inspirant-se amb el model de la coral Sant Jordi d’Oriol Martorell, va decidir de crear un cor mixt, amb també, doncs, veus femenines. El dia de Santa Cecília, 22 de novembre, de 1961 es va fer la primera audició de només tres cançons als Lluïsos de Gràcia, i un any més tard, també el dia de Santa Cecília, el primer concert complet. Tot seguit, la Coral Cantiga va emprendre una reputada activitat musical amb obres clàssiques de petit i gran format. Així mateix va desenvolupar una forta tasca de revitalització del món coral a Gràcia i a Barcelona. El 1966 Jordi Casas i Bayer va fundar la coral El Virolet, que era la secció infantil de la Coral Cantiga. Més tard (1967) aquest cor infantil constituiria una de les vuit corals fundadores del Secretariat de Corals Infantils de Catalunya. També de Cantiga, el 1968, naixeria el cor juvenil Coral Sinera i més endavant els cors d’adults Vent del Nord (1985) i La Fuga (1999). El 1969 la Coral Cantiga va guanyar el primer premi del Concurs de Masses Corals de Sagunt. Tanmateix, més endavant el tarannà de la coral faria que no participés en altres premis d’aquest tipus.
Al llarg dels anys d’activitat continuada, la Coral Cantiga ha col·laborat amb prestigioses orquestres com l'Orquestra Ciutat de Barcelona i Nacional de Catalunya, la Hertfordshire Chamber Orchestra, l'English Chamber Orchestra, la Bournemouth Sinfonietta, l'Orquestra Simfònica del Vallès, l'Orquestra de Cambra de l’Empordà, l'Orquestra Nacional de Cambra d’Andorra o l'Orquestra Barroca Catalana i ha realitzat nombrosos enregistraments per a ràdio i televisió així com concerts a les primeres sales de Catalunya i en importants festivals i temporades com el Festival de Música de Barcelona, Serenates al Barri Gòtic, Festival Grec, Setmana de Música Religiosa, Festival de Música Antiga, Mostra Catalana de Música Contemporània, Temporada de la Fundació “la Caixa”, Euroconcert, Ibercàmera, o Cor, Cobla i Dansa al Palau de la Música Catalana.

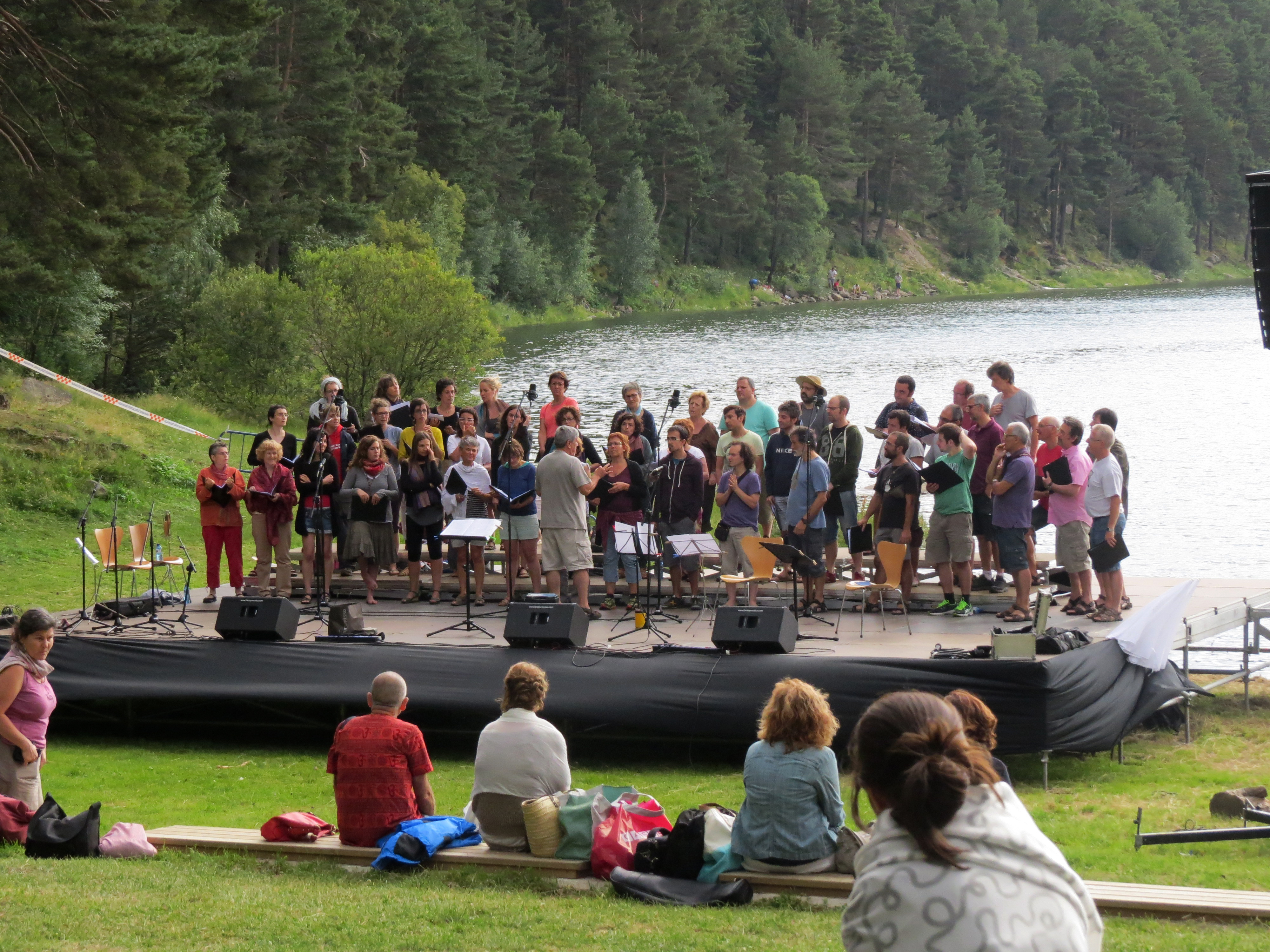
Assaig de la Coral Cantiga 2015

També ha estrenat i ha fet múltiples concerts amb músics de renom. Entre aquests cal destacar les moltes col·laboracions i estrenes d’obres de Johan Duijck, Feliu Gasull i Albert Guinovart. Amb Maria del Mar Bonet va fer, entre d'altres, espectacles al Teatre Nacional de Catalunya, al Festival Grec o representacions del Cant de la Sibil·la, a més de gravar el 2004 el CD Amic, Amat amb el també músic Feliu Gasull. També ha realitzat musicals com el 2013 amb Mobília o la vita è Mobile amb música d’Albert Guinovart, text de Piti Español i direcció teatral de Joan Lluís Bozzo.
La Coral Cantiga ha destacat també pels espectacles poeticomusicals, tant sobre autors contemporanis com altres clàssics de renom. El 1998 va fer Alma ausente, una proposta poètica i musical sobre textos de Federico Garcia Lorca, amb motiu del centenari del seu naixement, amb cançons, recital de poesia, guitarra i dansa flamenca. Dins aquest mateix àmbit, el 2002 va realitzar l'espectacle Gent de bella anomenada, sobre poesia catalana, des d'Ausiàs Marc fins a Salvador Espriu. El 2003 faria el projecte Poema de Nadal, de Josep Maria de Segarra, amb la direcció d'Esteve Polls. En la celebració dels 50 anys de la coral, entre els anys 2011 i 2012, va fer l’espectacle La Mar - La tonalitat de l'infinit, basat en textos clàssics de Joan Maragall i textos avantguardistes d'Enric Casasses. La música era d’Albert Guinovart i de Feliu Gasull, i es va representar entre d'altres llocs al Grec de Barcelona. El 28 de novembre del 2021 es va celebrar al Palau de la Música el 60è aniversari de la coral bo i coincidint amb els 40 anys de direcció de Josep Prats i el seu comiat al capdavant de la coral. Es va fer amb el concert Cançons de festa i comiat. El 2023 la coral va enregistrar un CD amb obres per a cor i cobla de Manuel Oltra en el centenari del naixement d'aquest compositor. Basat en aquell CD,i dins del programa del Grec Festival de Barcelona, el 18 de juliol de 2023, la Coral Cantiga, conjuntament amb la Cobla Sant Jordi-Ciutat de Barcelona, van oferir un concert al palau de la Música, en el qual van oferir dues estrenes: Ara que han callat totes les veus, obra de Lluís Gual inspirada en un poema de Xavier Mas Craviotto, i Els núvols blancs, obra de Carlota Bladrís inspirada en un poema de Màrius Torres.